# Sergio Sendel
Arnoldo Sergio Santaella Sendel  (Mexikóváros, Mexikó, 1966. november 4. –) mexikói színész.

## Élete
Sergio Sendel 1966. november 4-én született. Első szerepét 1989-ben kapta a Cuando llega el amor című telenovellában Lucero mellett. 1990-ben szerepet kapott a Mi pequeña Soledad című telenovellában.

## Filmográfia

### Telenovellák
- Veronica aranya (Lo imperdonable) (2015) Emiliano Prado Castelo
- Szerelem zálogba (Lo que la vida me robó) (2013) Pedro Medina
- Una familia con suerte (2011-2012) Vicente Irabién Rubalcava
- Mindörökké szerelem (Mañana es para siempre) (2008-2009) Damián Gallardo
- Szerelempárlat (Destilando amor) (2007) Aarón Montalvo Iturbe
- Heridas de amor (2006) César Beltrán Campuzano
- La esposa virgen (2005) Fernando Ortiz
- Amarte es mi pecado (2004) Arturo Sandoval de Anda
- Niña amada mia (2003) Armando Sánchez
- La otra (2002) Adrián Ibáñez
- A betolakodó (La intrusa) (2001) Danilo Roldán Limantur
- Mujer bonita (2001) Miguel
- Ramona (2000) Jack Green
- Szeretni bolondulásig (Por tu amor) (1999) Bernardo Cifuentes Álvarez
- Titkok és szerelmek (El privilegio de amar) (1998-1999) Ernesto Rivas
- El premio mayor (1995-1996) Luis Gerardo Domínguez
- Dos mujeres, un camino (1993-1994) Raymundo #2
- Mágica juventud (1992-1993) Leonardo
- Muchachitas (1991-1992) Pedro
- Al filo de la muerte (1991-1992) Hugo
- Alcanzar una estrella II (1991) Ricardo "Rico" Puente hijo
- Mi pequeña Soledad (1990) Gustavo "Tavo"
- Cuando llega el amor (1989-1990) Chicles